# 紀伊市木駅
紀伊市木駅（きいいちぎえき）は、三重県南牟婁郡御浜町大字下市木にある、東海旅客鉄道（JR東海）紀勢本線の駅である。

## 歴史
- 1940年（昭和15年）8月8日：鉄道省紀勢西線（現・紀勢本線）新宮駅 - 紀伊木本駅（現・熊野市駅）間延伸時に開設[1][2]。
- 1959年（昭和34年）7月15日：線路名称改定。紀勢西線が紀勢本線へ編入、同線の駅となる[1]。
- 1972年（昭和47年）10月15日：貨物取扱廃止[2]。
- 1983年（昭和58年）12月21日：無人駅化[3]。荷物扱い廃止[2]。
- 1987年（昭和62年）4月1日：国鉄分割民営化に伴い、JR東海の駅となる[1][2]。
- 2015年（平成27年）11月下旬：駅舎解体・建替え工事開始[4]。
- 2016年（平成28年）2月：駅舎建替え工事完了、新駅舎使用開始[4]。

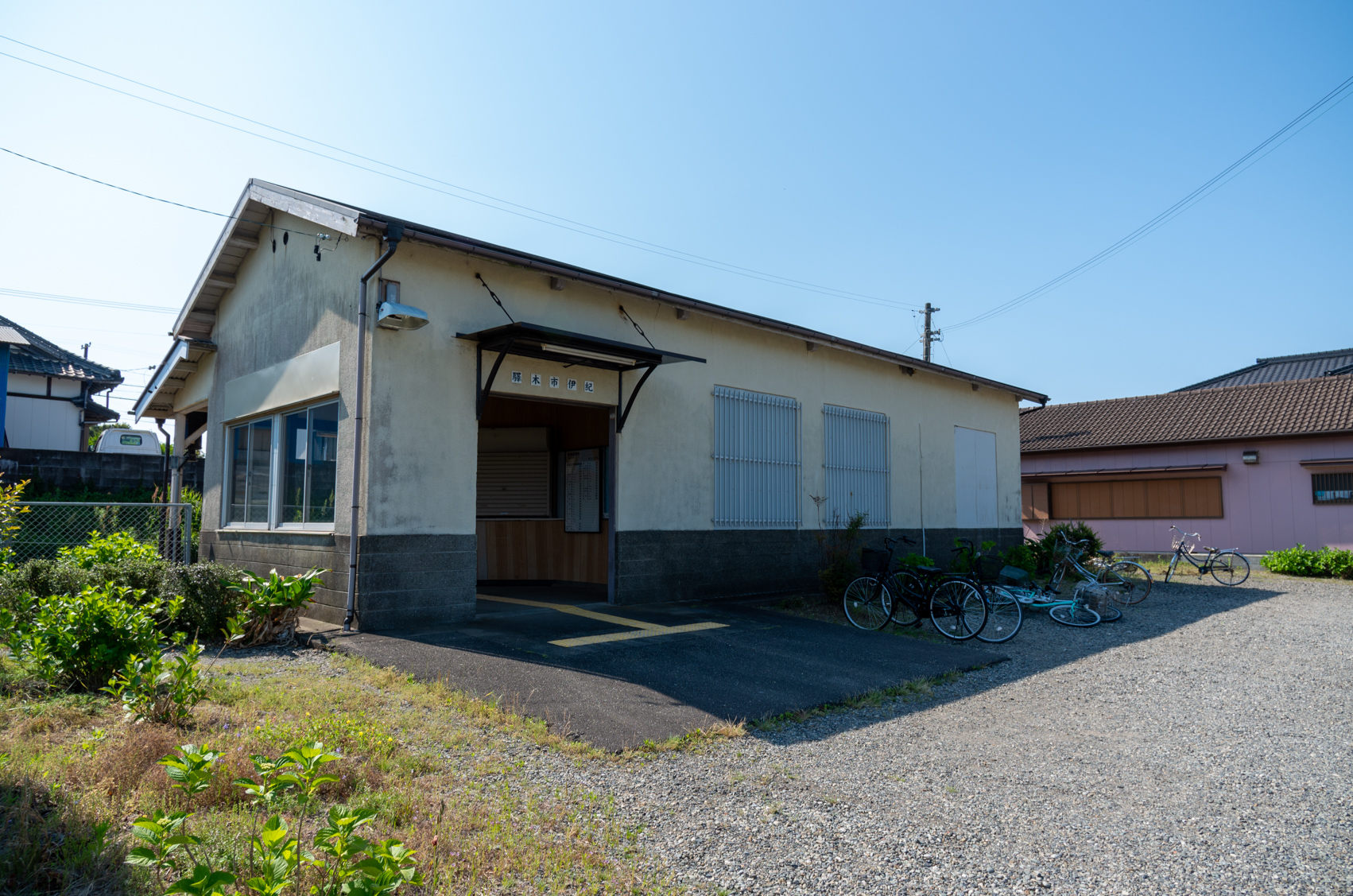
旧駅舎（2013年5月）
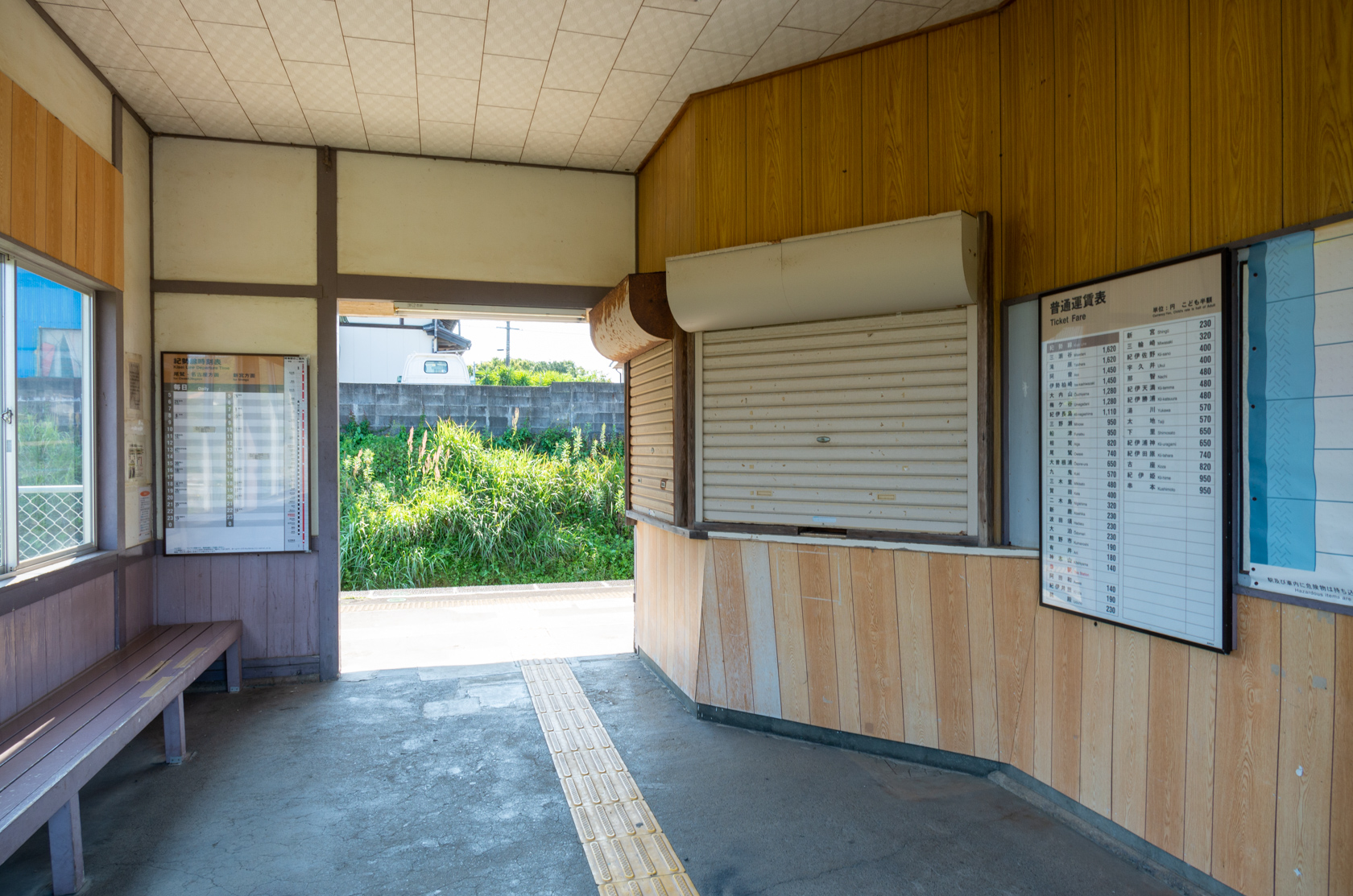
旧駅舎内（2013年5月）
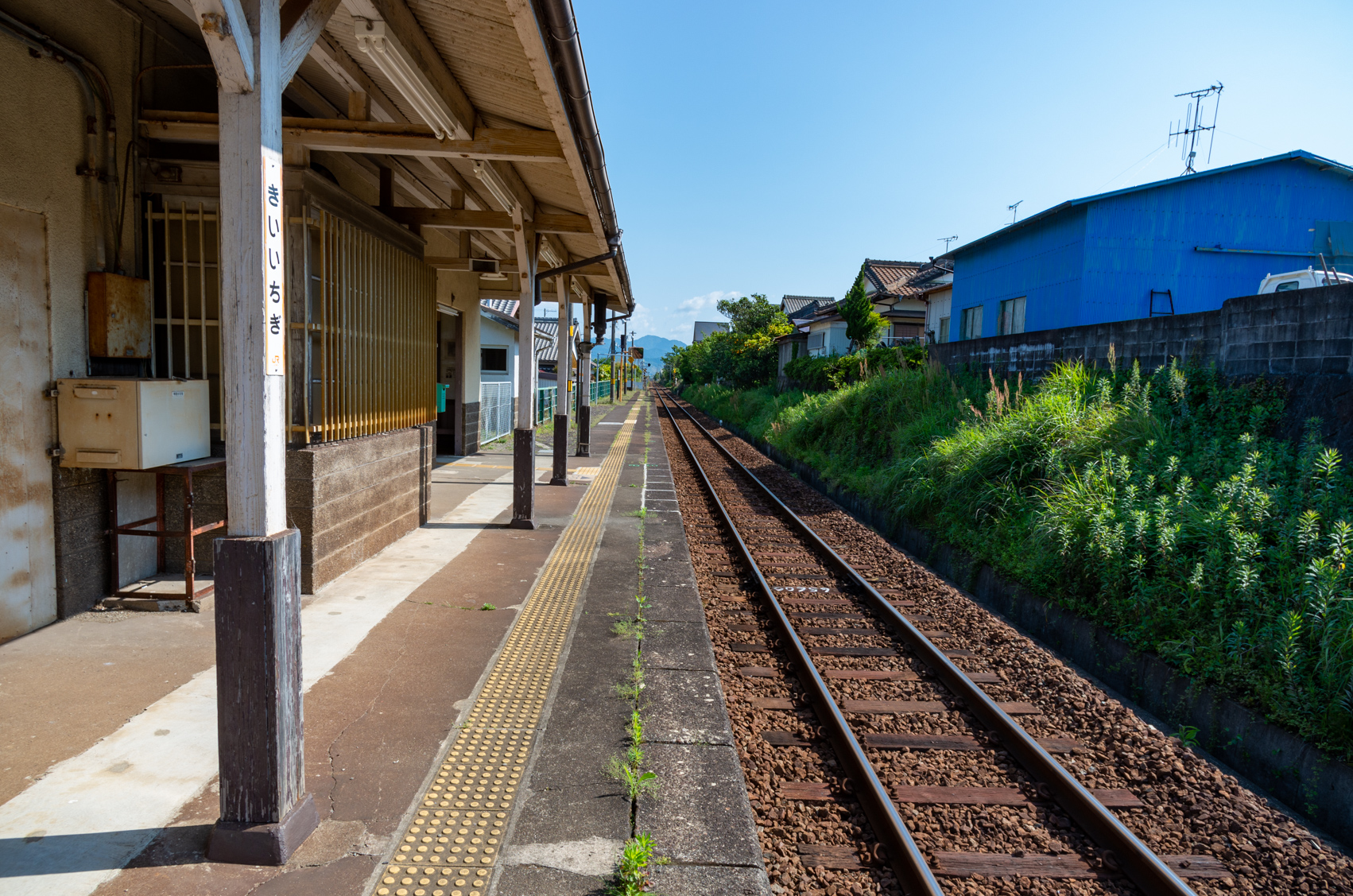
旧駅舎とホーム（2013年5月）

## 駅構造
単式ホーム1面1線を有する地上駅。列車交換不可能な棒線駅である。
熊野市駅管理の無人駅。開設当初からの駅舎が残っていたが、2016年（平成28年）に解体、待合室だけの簡易型駅舎に建替えられた。

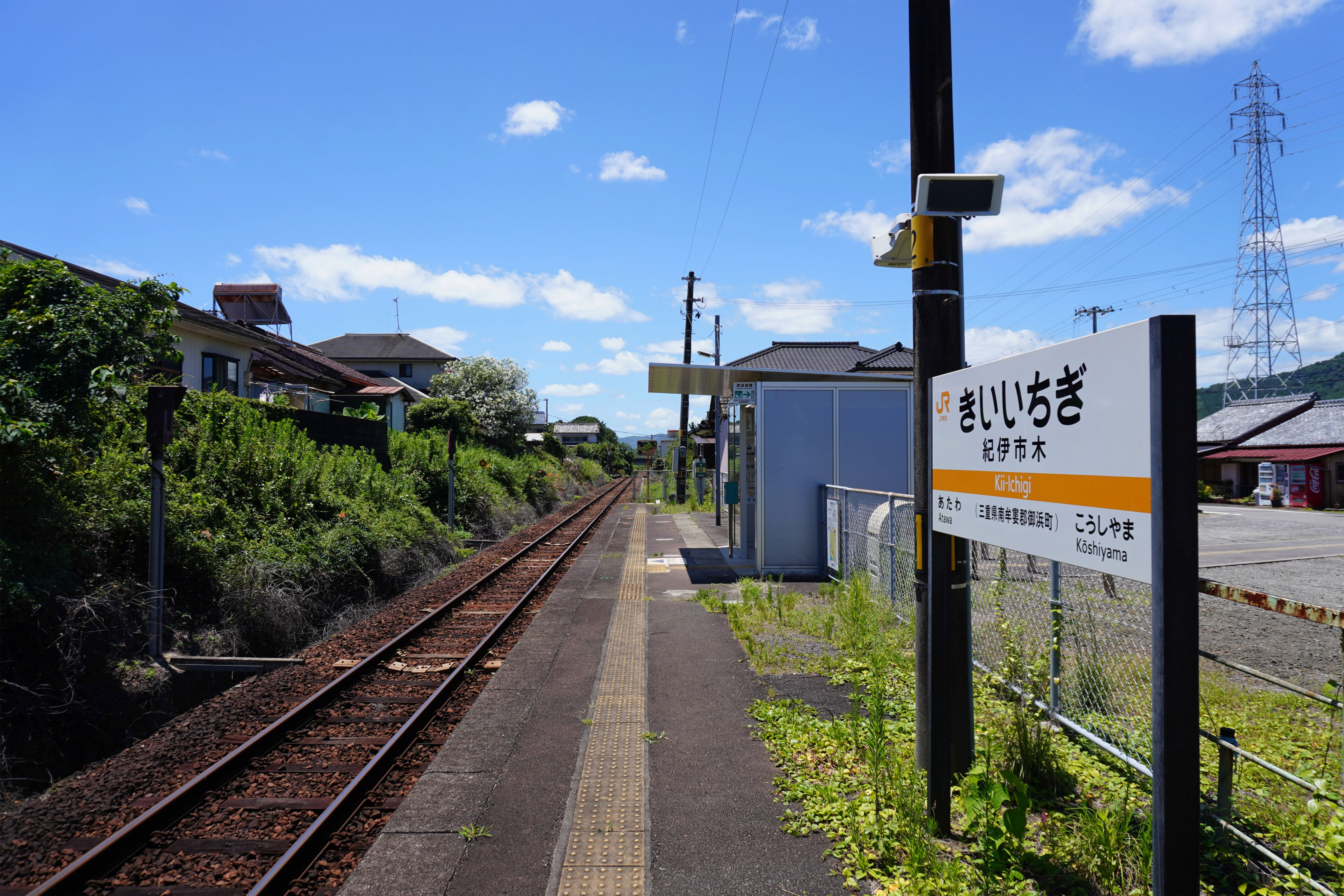
ホーム（2023年7月）

## 利用状況
「三重県統計書」によると、近年の1日平均乗車人員の推移は以下の通り。
| 年度   | 1日平均 乗車人員 |
| ------ | ---------------- |
| 1998年 | 78               |
| 1999年 | 77               |
| 2000年 | 67               |
| 2001年 | 65               |
| 2002年 | 63               |
| 2003年 | 55               |
| 2004年 | 50               |
| 2005年 | 45               |
| 2006年 | 47               |
| 2007年 | 44               |
| 2008年 | 43               |
| 2009年 | 40               |
| 2010年 | 41               |
| 2011年 | 39               |
| 2012年 | 35               |
| 2013年 | 36               |
| 2014年 | 40               |
| 2015年 | 42               |
| 2016年 | 38               |
| 2017年 | 44               |
| 2018年 | 47               |
| 2019年 | 43               |

## 駅周辺
当駅は国道から少し内陸へ入った所にある。下市木集落は当駅よりも更に内陸にある。駅の周りにも少しは人家があり駅前には商店もあるが、集落から離れているため寂しい場所である。駅は国道や下市木集落から見て非常に高い位置にあり、駅前からは下市木集落の広がる様子が一望可能。
- 市木郵便局
- 紀宝警察署市木駐在所
- 御浜町立御浜小学校
- 市木の伊吹：樹齢600年を数えるイブキである。
- 風伝峠：熊野古道で御浜町と熊野市紀和町の境の場所にある峠で、朝霧の名所である。「風伝おろしと言われる寒風が秋から冬にかけて吹き下ろす。尾呂志地区はこの峠から御浜町側へ下った場所にあり、尾呂志の名はこの「風伝おろし」から来たものと言われている｡
- 尾呂志温泉

## 隣の駅
東海旅客鉄道（JR東海）
■紀勢本線
神志山駅 - 紀伊市木駅 - 阿田和駅